# X.Org
X.Org – nazwa organizacji oraz implementacji podsystemu grafiki X Window System tworzonej w ramach tej organizacji.

## X.Org Group
X.Org Group zostało stworzone przez The Open Group w maju 1999 roku, po rozwiązaniu X Project Team. 22 stycznia 2004 członkowie X.Org Group utworzyli X.Org Foundation. W skład zarządu fundacji wchodzi między innymi Jim Gettys i Keith Packard, a metody prac są wzorowane na innych projektach Wolnego i Otwartego Oprogramowania (FLOSS).

## Implementacja X11
X.Org stało się standardową implementacją X11 dla GNU/Linuksa, ponieważ zdecydowana większość znanych dystrybucji wymieniła na nią dotychczasowe oprogramowanie pochodzące z projektu XFree86 z powodu problemów licencyjnych. Istotnym powodem przejścia do X.Org był też zbyt wolny proces wprowadzania zmian w XFree86.
Pierwsza wersja sygnowana przez X.Org Foundation, X11R6.7, została wydana 7 kwietnia 2004 roku. Aby ułatwić migrację, została oparta na wersji XFree86 4.4 Release Candidate 2 – ostatniej, która nie zawierała jeszcze zmodyfikowanej licencji – oraz X11R6.6 autorstwa X.Org Group.
Głównym celem X.Org jest konsekwentne wprowadzanie do X11 nowych możliwości (najczęściej przez mechanizm rozszerzeń) i usprawnienie procesu rozwoju. Kod podlega stopniowemu podziałowi na mniejsze moduły, aby ułatwić zmiany tego ważnego i już dość złożonego środowiska.
Nazewnictwo X.Org jest oparte na schemacie Xnumer wersji protokołuRnumer wersji wydania i stanowi bezpośrednią kontynuację wersji kolejnych organizacji rozwijających ten protokół, licząc od MIT X Consortium.